# Porphyrio
Porphyrio là một chi chim trong họ Rallidae.

## Các loài
- Porphyrio alleni
- Porphyrio martinica
- Porphyrio flavirostris
- Porphyrio porphyrio
- Porphyrio indicus
- Porphyrio madagascariensis
- Porphyrio hochstetteri
- Porphyrio mantelli
- Porphyrio melanotus
- Porphyrio poliocephalus
- Porphyrio pulverulentus
- Porphyrio albus